# Révolution haïtienne de 1915
La révolution haïtienne de 1915 est un mouvement de révolte qui provoque la chute du président Jean Vilbrun Guillaume-Sam et de son gouvernement. Contrairement aux précédentes révolutions qui ont secoué violemment le pays, celle de 1915 l'a été plus encore car des milliers de personnes y perdent la vie et qu'Haïti se retrouve sous la tutelle des États-Unis jusqu'en 1934. Dirigée par le révolutionnaire Rosalvo Bobo, la rébellion de 1915 marque la fin d'un régime dictatorial.

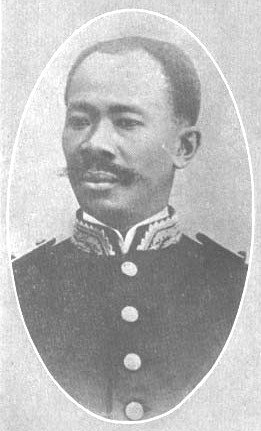
Vilbrun Guillaume-Sam, président de la république.

## Avant 1915
Vilbrun Guillaume-Sam devient le cinquième président en cinq années de turbulences. Il est contraint de faire face à une révolte contre son propre régime, dirigée par le révolutionnaire Rosalvo Bobo, qui a la réputation d'être un opposant aux gouvernements liés aux intérêts commerciaux et stratégiques avec les États-Unis. Craignant de subir le même sort que ses prédécesseurs, l'exil, Guillaume-Sam agit durement contre ses adversaires politiques, surtout les plus instruits et les plus riches de la population mulâtre. Il en résulte une nouvelle révolution.

## La révolution du 27 juillet 1915
La quintessence de ses mesures répressives vient le 27 juillet 1915, lorsque le président Sam ordonne à l'armée de faire fusiller tous les prisonniers politiques, dont l'ancien président Oreste Zamor. Cette action entraîne une révolte populaire à Port-au-Prince. Sam ordonne encore plus de répression. Mais les soldats de l'ordre sont vaincus et le président Sam est massacré par la foule. Son gouvernement est renversé et ses rares partisans encore en vie prennent la fuite.

## Conséquence
Le lendemain, le 28 juillet, les marines américains débarquent au Bizoton, à l’ouest et à proximité de Port-au-Prince, dans la baie éponyme, mettant à profit l'effrondrement de l'État haïtien, pour tenter de renforcer leur implantaion dans les proches Caraïbes, après Cuba et Porto Rico. C’est le début d’une occupation américaine du pays.